# Fabinho (football, 1980)
Pour les articles homonymes, voir Fabinho.
Fabinho, de son vrai nom Fabio Alvès Félix, est un footballeur brésilien à la retraite, né le 10 janvier 1980 à São Bernardo do Campo. Il jouait au poste de milieu défensif en étant droitier.

## Biographie

### Carrière
De 2001 à 2004 il joue à SC Corinthians au Brésil. En 2005 il signe au Cerezo Ōsaka (Japon) puis est retourné au Brésil à Santos FC en janvier 2006. 
Il a signé au Toulouse FC à l'intersaison. 
Il quitte officiellement le TFC le vendredi 25 janvier 2008 en direction des Corinthians, club où il a déjà joué de 2001 à 2004.

### Anecdote
Il est l'un des rares joueurs (avec d'autres exemples comme l'ancien joueur Álvaro Magalhães) à être atteint de polydactylie, ce qui signifie qu'il possède 12 doigts (6 doigts à chaque main),.

## Palmarès
- Vainqueur du Championnat de São Paulo en 2001, 2003, 2006.
- Tournoi Rio - São Paulo: 2002
- Vainqueur de la Coupe du Brésil en 2002.